# James Mathews

James Mathews (1805 - 1887) fue un Representante estadounidense por Ohio.
Matthews nació en Liberty, Condado de Trumbull, Ohio. Después de estudiar la ley fue admitido a la barra de Ohio en 1830. Estudió la carrera de abogados y fue admitido al Colegio de Abogados en 1830. Se mudó a Coshocton, donde ejerció como abogado. Desde 1832 a 1837 Mathews fue miembro del Senado del Estado de Ohio.
En 1841 fue elegido miembro de la Cámara de Representantes del 13.º distrito congresional de Ohio, que por aquel entonces cubría el Condado de Knox, el Condado de Coshocton, el Condado de Holmes y el Condado de Tuscarawas. 
En 1842 Mathews fue reelegido por el  16.º distrito congresional de Ohio que sólo difería del viejo 13.º en que no incluía el condado de Knox. En 1844 Mathews no se presentó a la reelección.
En 1855 Mathews se mudó a Knoxville, al Condado de Marion, Iowa. De 1857 a 1859 se trabajó como fiscal de este municipio. Más tarde trabajó como profesor de pomología en el Iowa State College (actualmente Universidad de Iowa y Jefe de correos de Knoxville.